# Mirosław Grzybowski
Mirosław Grzybowski (ur. 30 stycznia 1977) – polski skoczek narciarski, brązowy medalista  w indywidualnych mistrzostwach kraju juniorów w skokach narciarskich z 1995 roku, lepsi okazali się Marek Gwóźdź i Adam Małysz. Mirosław jest również brązowym medalista mistrzostw kraju seniorów w drużynie z 1995 roku.
W 1995 roku, Mirosław Grzybowski wraz z Markiem Gwoździem i Jackiem Pawlakiem wywalczył w barwach klubu BBTS Włókniarz Bielsko-Biała brązowy medal drużynowych mistrzostw Polski w skokach narciarskich. Zawody odbywały się na Salmopolu w Szczyrku. Lepsze okazały się zespoły KS Wisła i WKS Zakopane.
W tym samym roku Mirosław Grzybowski wziął udział w mistrzostwach świata juniorów w Gällivare, Szwecja. W konkursie drużynowym zajął 10. miejsce wraz z Aleksandrem Bojdą, Markiem Gwoździem i Adamem Małyszem.
Mirosław Grzybowski ostatni raz wystąpił w zawodach Pucharu Świata na Wielkiej Krokwi w Zakopanem w 1997 roku. Zawodnik z Bielska-Białej zakończył swój udział w zawodach na rundzie kwalifikacyjnej.
Mirosław Grzybowski brał udział również w zawodach Pucharu Kontynentalnego. Dwukrotnie został sklasyfikowany w klasyfikacji generalnej cyklu. Najlepszy wynik osiągnął na zawodach w Lahti, Finlandia, gdzie zajął 18. miejsce. W sezonie 1995/1996 uplasował się na 191., a w 1996/1997 na 231. pozycji.

## Miejsca w poszczególnych konkursachPucharu Świata
| Sezon 1995/1996                                                                     |             |          |         |           |           |           |            |                        |                        |               |               |           |           |            |            |          |           |           |          |               |               |        |           |       |           |         |        |        |        |
| Lillehammer                                                                         | Lillehammer | Villach  | Planica | Predazzo  | Chamonix  | Chamonix  | Oberhof    | Oberstdorf             | Garmisch-Partenkirchen | Innsbruck     | Bischofshofen | Engelberg | Engelberg | Sapporo    | Sapporo    | Zakopane | Zakopane  | Tauplitz  | Tauplitz | Iron Mountain | Iron Mountain | Kuopio | Lahti     | Lahti | Harrachov | Falun   | Oslo   | punkty | punkty |
| -                                                                                   | -           | -        | -       | -         | -         | -         | -          | -                      | -                      | -             | -             | -         | -         | -          | -          | q        | -         | -         | -        | -             | -             | -      | -         | -     | -         | -       | -      | 0      | 0      |
| Sezon 1997/1998                                                                     |             |          |         |           |           |           |            |                        |                        |               |               |           |           |            |            |          |           |           |          |               |               |        |           |       |           |         |        |        |        |
| Lillehammer                                                                         | Lillehammer | Predazzo | Villach | Harrachov | Engelberg | Engelberg | Oberstdorf | Garmisch-Partenkirchen | Innsbruck              | Bischofshofen | Ramsau        | Zakopane  | Zakopane  | Oberstdorf | Oberstdorf | Sapporo  | Vikersund | Vikersund | Kuopio   | Lahti         | Lahti         | Falun  | Trondheim | Oslo  | Planica   | Planica | punkty | punkty | punkty |
| -                                                                                   | -           | -        | -       | -         | -         | -         | -          | -                      | -                      | -             | -             | -         | q         | -          | -          | -        | -         | -         | -        | -             | -             | -      | -         | -     | -         | -       | 0      | 0      | 0      |
| Legenda                                                                             |             |          |         |           |           |           |            |                        |                        |               |               |           |           |            |            |          |           |           |          |               |               |        |           |       |           |         |        |        |        |
| 1 2 3 4-10 11-30 poniżej 30 - – zawodnik nie wystartował lub nie zakwalifikował się |             |          |         |           |           |           |            |                        |                        |               |               |           |           |            |            |          |           |           |          |               |               |        |           |       |           |         |        |        |        |